# Tabarna
Tabarna término utilizado en el antiguo Imperio Hitita, se refería a la máxima autoridad imperial; es, el equivalente del Emperador entre los romanos.
Parece ser que la palabra deriva del nombre de Labarna, uno de los primeros grandes reyes hititas, y probable fundador del Imperio Antiguo Hitita. De esta manera, el título de Tabarna se habría transformado en genérico a partir de un nombre propio, al igual que el título de César entre los romanos.
El tabarna no era un monarca absoluto, en el sentido que entendemos un Emperador. Antes bien, aparecía asesorado por un consejo consultivo, el panku, que presenta a rasgos generales las características propias de los consejos de ancianos de otras culturas y civilizaciones, y convierte al Imperio Hitita por lo tanto en una aristocracia militar.
Aunque entre el Antiguo y el Nuevo Imperio Hitita hubo un eclipe político derivado fundamentalmente del ascenso de Mitanni, hubo una continuidad política en los reyes de Hattusa. Distinta fue la situación al caer Hattusa en manos de los invasores kaskas hacia el año 1190 a. C., lo que significó también la destrucción de la unidad hitita.